# Karl Joseph Schott
Karl Joseph Schott (* 12. Mai 1820 in Lehmen (Kreis Cochem); † 19. Januar 1905 in Straßburg) war königlich preußischer Generalmajor und zuletzt Abteilungschef im Ingenieurskomitee.

## Herkunft
Seine Eltern waren der Major a. D. Peter Joseph Schott († 15. Juni 1842 in Koblenz) und dessen Ehefrau Christiana Regina Löhrl († 23. Mai 1857 in Mainz).

## Leben
Er erhielt seine Schulbildung auf dem Gymnasium in Wetzlar und in der Pensionsanstalt des Vikars Cornely in Koblenz. Anschließend ging er am 20. Oktober 1837 als Einjährig-Freiwilliger in die 8. Pionierabteilung. Am 1. Oktober 1838 wurde er in die Vereinigte Artillerie- und Ingenieurschule abkommandiert. Dort wurde er am 26. September 1839 zum Portepeefähnrich ernannt und am 4. November 1840 als Seconde-Lieutenant in die 3. Ingenieurinspektion aggregiert. Er kam am 16. September 1841 in die 7. Pionierabteilung und wurde dort am 28. März 1844 als Ingenieuroffizier einrangiert. Am 1. Oktober 1844 kam er zum 2. Reserve-Pionierkompanie nach Mainz. Er ging am 20. April 1847 zu Fortifikationsdiensten in die Festung Köln und am 4. März 1848 zu Fortifikationsdiensten in die Festung Jülich. Aber am 20. April 1849 wurde er Adjutant der 6. Festungsinspektion. Am 31. Dezember 1850 wurde er zum Premier-Lieutenant befördert und am 12. Oktober 1852 in die 7. Pionierabteilung versetzt. Am 1. Oktober 1853 zum Hauptmann befördert, wurde er am 28. November 1858 zum Kommandeur der 1. Kompanie der 4. Pionierabteilung. Anschließend wurde er am 3. September 1859 in die 1. Ingenieurinspektion versetzt und als Lehrer in der Artillerie- und Ingenieurschule versetzt. Am 5. März 1863 wurde er zum Mitglied der Prüfungskommission für Hauptleute und Premier-Lieutenants des Ingenieurkorps ernannt. Vom 12. August 1862 bis zum 8. Oktober 1862 zur Besichtigung der Festungen Antwerpen und Lille geschickt. Am 2. Juni 1863 kam er in die 2. Ingenieurinspektion und als Ingenieur-Offizier vom Platz in die Festung Wittenberg. Aber bereits am 3. Mai 1864 wurde er zum Major ernannt und als Ingenieuroffizier in die Festung Wesel versetzt. Vom 5. September bis zum 19. September 1864 war er nach Antwerpen kommandiert.

Am 15. Oktober 1867 bis zum 22. Januar 1868 war als Vertretung des erkrankten Oberst Neuland mit der Führung von dessen Geschäften als Inspekteur der 6. Festungsinspektion beauftragt. Er stieg am 22. März 1868 zum Oberstleutnant und am 26. Juli 1870 zum Oberst auf. Am 5. November 1870 wurde er Ingenieuroffizier vom Platz der Festung Metz. Anschließend wurde er am 20. Dezember 1870 mit der Erkundung der Umgebung von Longwy beauftragt und war am 9. Januar 1871 dann beim Belagerungskorps Krenski von Longwy. Er kehrte am 27. Januar 1871 nach Metz zurück und wurde am 4. März 1871 mit dem Eisernen Kreuz 2. Klasse ausgezeichnet.
Nach dem Krieg wurde er am 24. Juni 1871 Inspekteur der 9. Festungsinspektion und am 12. April 1873 Inspekteur der 6. Festungsinspektion. Er bekam am 18. Januar 1874 den Roten Adlerorden 3. Klasse mit Schleife und kam am 16. April 1874 als Abteilungschef in das Ingenieurskomitee. Am 9. Juni 1874 wurde er auch Mitglied der Prüfungskommission des Ingenieurkorps. Er bekam am 16. Oktober 1874 den Charakter als Generalmajor und wurde mit Pension zur Disposition gestellt. Er starb am 19. Januar 1905 in Straßburg.
Sein Beurteiler schrieb am 1. Januar 1870: Wissenschaftlich sehr gebildet und eifrig bestrebt, seine Kenntnisse zu erweitern. Im Projektieren besitzt er eine große Routine und ist sehr gewandt in schriftlichen Arbeiten. In seiner jetzigen Stellung hat er durch große Tätigkeit wesentlich zur Verbesserung der ihm anvertrauten Festungen beigetragen.

## Familie
Schott heiratete am 23. April 1846 in Frankfurt am Main Henriette Albertine Jäger (* 21. April 1819; † 2. Oktober 1884), eine Tochter des Oberstleutnants Franz Arnold Jäger. Das Paar hatte einen Sohn: Georg Heinrich Arnold (* 17. Oktober 1851 in Köln; † 18. Nov. 1916 in Berlin).